# Antonio Payer
Antonio Payer (Milano, 6 marzo 1892 – ...) è stato un calciatore italiano, di ruolo mezzala.

## Carriera
Fece il suo esordio in campionato nel derby di Milano contro il Milan, il 5 febbraio 1911 in una sconfitta per 2-0, e la sua seconda e ultima partita con l'Inter fu contro la Pro Vercelli il 23 marzo dello stesso anno in una sconfitta per 4-0. Successivamente alla stagione nerazzurra giocò una stagione nella Juventus.

## Statistiche

### Presenze e reti nei club
| Stagione        | Club            | Campionato      | Campionato | Campionato |
| Stagione        | Club            | Comp            | Pres       | Reti       |
| --------------- | --------------- | --------------- | ---------- | ---------- |
| 1910-1911       | Inter           | 1C              | 2          | 0          |
| 1913-1914       | Juventus        | 1C              | ?          | ?          |
| Totale carriera | Totale carriera | Totale carriera | 2+         | 0+         |